# Miljöpartiet de grönas historia
Miljöpartiet de gröna bildades under namnet Miljöpartiet på Karolinska skolan i Örebro 19–20 september 1981 och kom in i Sveriges riksdag vid valet 1988 som det första nya partiet på 70 år.

## Före bildandet
Miljöpartiet har sitt ursprung ur 1970-talets utomparlamentariska miljö-, freds- och solidaritetsrörelser. Under slutet av 1970-talet bildades flera små lokala gröna partier i Sverige. Dessutom tillkom partier som stod ideologiskt nära som till exempel Stockholmspartiet.
En inspiration för den tidiga parlamentariska gröna rörelsen var Petra Kelly och tyska Die Grünen.
Initiativet till att bilda partiet kom från f.d. folkpartisten Per Gahrton som kring 1979-1980 startade Aktionsgruppen för ett framtids- och miljöparti. Gahrtons bok Det behövs ett framtidsparti från 1980 spelade stor roll liksom besvikelsen över resultatet i folkomröstningen om kärnkraft 1980. Gahrton var vid denna tid doktorand i sociologi och fick med sin handledare, den marxistiske sociologiprofessorn Joachim Israel, i arbetet för ett nytt parti. Kärnkraftsmotståndare hade allmänt den åsikt att en ren nejlinje skulle ha segrat om inte socialdemokraterna och folkpartiet introducerat "linje 2".

## Upptaktsmötet den 30 september 1980
Den 30 september 1980 träffades arton personer i den avhoppade folkpartiriksdagsledamoten Per Gahrtons lägenhet på  Henriksdalsberget i Nacka för att diskutera bildandet av ett nytt svenskt parti. De närvarande var Sven Anér, Bo Beckman, Tord Björk, Roland de Thórey, Per Ericsson, Per Gahrton, Eva-Lisa Lennartsson, Lasse Lidén, Claes Lissenko, Ulla Löfgren, Vallentin Sevéus, Roland von Malmborg, Ketil Wager, Ted Wallin, Gunnar Weinberg, Ingvar Åhman-Eklund (representerande Ragnhild Blomdahl), Per Öberg och Maj Öhman. Alla närvarande utom Beckman och Björk undertecknade det pressmeddelande som Sven Anér senare samma kväll lämnade in till TT. Det löd:
”Följande personer från Stockholmsregionen enades på tisdagskvällen om att planera för ett nytt svenskt politiskt parti:”. Källa: https://web.archive.org/web/20050409191808/http://mp.se/files/67700-67799/file_67782.pdf - "Kongresser och partibildande möten"
På hösten 1981 sände TV ett program från Claes Lissenkos hem i Granhed, Södermanland.

## Bildandet
Partiet bildades formellt hösten 1981 genom två partibildande möten, 19–20 september i Örebro och 5–6 december i Uppsala.
I början ville partiet inte ha någon officiell ledning. Varken partiledare eller partistyrelse fanns. I stället leddes partiet av flera centrala utskott, varav det politiska utskottet (PU) och förvaltningsutskottet (FU) var de två viktigaste. Sammankallande i politiska utskottet fungerade som talesperson utåt, men denna post växlade var tredje månad. Första "partiledare" i denna mening var Eva Sahlin (nu Eva Bovin). I valrörelsen 1982 företräddes partiet av Ragnhild Pohanka.

### Namnfrågan
Vid bildandet 1981 diskuterades om det nya partiet skulle heta Miljöpartiet eller  Framtids- och miljöpartiet. Man valde medvetet ett kort partinamn eftersom partiet annars skulle ha riskerat att kallas Gahrtons parti i massmedia. Att partiet i detta läge inte valde namnet de gröna torde ha berott på att centerpartiet i Sverige av tradition använt denna färg. Men i och med att miljöpartier i andra länder ofta kallade sig gröna väcktes tanken på ett namnbyte. På sommaren 1984 namnskyddade miljöpartiets förvaltningsutskott (FU) namnet de gröna hos patent- och registreringsverket. På extrakongressen i Lund i januari 1985 ändrades sedan partinamnet till Miljöpartiet de gröna. Det är uppenbart att namnbytet väckte ont blod hos centerpartister, som i reklamfoldrar m.m. svarade med att kalla sig själva "gröna – men inte omogna".

## Alternativet
Innan Miljöpartiet bildades gav Aktionsgruppen för ett framtids- och miljöparti ut en tidning med namnet Alternativet. Efter partiets bildande blev Alternativet i svensk politik en veckotidning i tabloidformat. Tidningen styrdes av ett särskilt tidningsutskott (TU). Senare bytte tidningen namn till Miljömagasinet och frigjorde sig helt från Miljöpartiet. Sedan 2009 betecknar sig tidningen som grön men partipolitiskt obunden.

## På vägen mot riksdagen 1983–1987

### Valet 1982
Valet 1982 gav ett överraskande resultat, 1,7 %. Det räckte inte till ett riksdagsinträde men väl till representation i 100 kommuner. (Något som därefter val för val har ökat – under 1990-talet blev partiet ett rikstäckande kommunparti.)

### Språkrör
I början ville Miljöpartiet framhålla att man inte var som andra partier. Man skulle varken ha partiledare eller partistyrelse. Ingen skulle heller sitta mer än tre mandatperioder på en post. I praktiken kom den som var sammankallande i det politiska utskottet att fungera som informell partiledare. Denne person byttes ut var tredje månad och enligt principen skulle varannan sammankallande vara kvinna och varannan man. Den första informella partiledaren var Eva Sahlin i Hudiksvall, nu Eva Bouvin. I valrörelsen 1982 företräddes partiet av Ragnhild Pohanka.
På förtroenderådets möte hösten 1984 valdes två språkrör – en man (Per Gahrton) och en kvinna (Ragnhild Pohanka) som partiets första språkrör. Institutionen med två språkrör, en man och kvinna, har därefter blivit permanent. I början var arrangemanget med språkrör tänkt som en tillfällig lösning för att öka möjligheterna att komma in i riksdagen 1985. Därför utsågs språkrören till en början inte av kongressen, som är partiets högsta beslutande organ, utan av förtroenderådet. Per Gahrton ansågs vara partiets mest erfarne politiker och Ragnhild Pohanka hade gjort sig känd redan i valrörelsen 1982.
Inrättandet av språkrör väckte i början stort motstånd ínom partiet. Det hela komplicerades också av att Agneta Dreber, stockholmspartist som var dubbelansluten till Miljöpartiet, samtidigt var sammankallande i politiska utskottet. Dreber ville inte ge upp rollen som informell partiledare. Begreppet språkrör valdes av två anledningar. Den första var att man inte som andra partier ville ha en partiledare. Den andra var att ordet talesman inte ansågs könsneutralt.

### Utbrytning
När Miljöpartiet skulle anta sitt första ekonomiska program utsågs Risto Liljeqvist, som var lärare i kommunal ekonomi vid Högskolan i Örebro, att leda programarbetet. Olika programgrupper tillsattes och Liljeqvist kom själv att ingå i en grupp som skulle utarbeta ett program för ett ekologiskt hållbart samhälle. Till gruppen adjungerades den norsk-samiske ingenjören och alternativekonomen Eirik Myrhaug, som menade att ett hållbart samhälle enbart gick att skapa i en räntefri ekonomi. Naturvetaren Staffan Delin hade kommit fram till en liknande slutsats utifrån termodynamikens lagar.
När det ekonomiska programmet skulle antas på vårkongressen 1985 visade det sig att klyftan mellan Gruppen för ekologisk ekonomi och övriga grupper blivit så stor att två programförslag fick läggas fram för kongressen. Då förespråkarna för räntefri ekonomi förlorade omröstningen bröt sig Liljeqvist och Delin m.fl. ur Miljöpartiet och bildade Ekologiska partiet. Partiledare blev Linda Lundberg. Ekologiska partiet gick sedan samman med Hälso- och miljöpartiet. Gruppen för ekologisk ekonomi presenterade 1985 sina idéer i boken Ekologisk ekonomi: för ett samhälle i balans (Åsak förlag).

### Valet 1985
I valet 1985 backade partiet något, och fick i riksdagsvalet 1,5 % av de avlagda rösterna. Dock fortsatte framgången kommunalt, och antalet kommunfullmäktigemandat ökade från 129 till 238.

#### Ungdomsförbund
I början hade Miljöpartiet varken ungdoms- eller kvinnoförbund. I valrörelsen 1982 framhölls detta som en fördel. Alla skulle vara med i samma organisation och andra partier använde ofta sina ungdomsförbund som radikala alibin.
Miljöpartiet de grönas ungdomsförbund Grön Ungdom bildades den 28-30 november 1986 på Sollentunaholms slott utanför Stockholm där ett 60-tal unga miljöpartister samlats för att bilda förbundet. 1987 godkände Miljöpartiets kongress Grön Ungdom som partiets officiella ungdomsförbund. Tomas Håkansson och Katja Wagner valdes till Grön Ungdoms första ordföranden och Per Ängquist valdes till förste sammankallande i förbundsstyrelsen. Senare infördes samma språkrörssystem som i moderpartiet.

## Första tiden i riksdagen 1988–1991

### Valet 1988

#### Valrörelsen
Efter Tjernobylkatastrofen i april 1986 ökade opinionsstödet för partiet. Under valrörelsen fick, förutom de båda språkrören Eva Goës och Birger Schlaug, också den unga Åsa Domeij medverka i flera av radions och TV:s debatter och utfrågningar.
Det finns flera, minst två, utbreda uppfattningar om varför Miljöpartiet lyckades med att ta sig in i riksdagen valet 1988.
1. Den mest etablerade uppfattningen är att valresultatet berodde på säldöden i Kattegatt som under valrörelsen brett påstods bero på miljöförstöringen. En dryg månad innan valet visade det sig dock att det berodde på ett virus.
2. Den andra uppfattningen handlar dock mer om varför resultatet blev så lågt. Partiet hade sedan slutet på 1986 legat över 4 %-spärren i opinionsundersökningarna. Och vid kongressen i maj 1987 gick partiet upp till 8 % under kongressen i maj 1987, sakta men säkert stiger opinionen för att under sommaren 1988 kulminera till 10 %, sen kom säldöden och nedgången. Sedan Miljöpartiet bildades hade partiet inte bara sysslat en mängd miljöfrågor, partiet lyfte också miljöfrågorna. Så när säldöden slog till började alla partier utom Moderaterna prata miljö. Bengt Westerberg klappade sälar i TV, Socialdemokraterna lovade att bli ett miljöparti, Folkpartiet presenterade valaffischer med sälar på. Och Miljöpartiet som inte längre hade monopol på frågorna, fick se sina opinionssiffror dala.

#### Resultat
Partiet tog plats för sin första mandatperiod, som det första nya svenska partiet i Sveriges riksdag på 70 år. Partiet hade fått 5,9 % av rösterna och 20 mandat i riksdagen, och tog plats i alla riksdagens utskott. Det sammanlagda antalet kommunfullmäktigemandat ökade från 238 till 694 och partiet tog plats i samtliga landsting (antalet landstingsfullmäktigemandat gick från 0 till 83). Partiet utmärkte sig i riksdagen som pådrivande i miljöfrågor och som brinnande EG-kritiker.

### Regeringskrisen 1990
Under regeringskrisen 1990 förhandlade Miljöpartiet med den socialdemokratiska regeringen, men förhandlingarna sprack eftersom partiets krav var vad regeringen betecknade som orealistiska.

## Utanför igen 1991–1994

### Valet 1991
Partiet ramlade ur riksdagen (3,4 %) som det första partiet i Sveriges historia. Men partiet behöll representationen i tolv landsting och i 228 kommuner. Kvinnliga språkröret Margareta Gisselberg avgick direkt efter riksdagsvalet men förtroenderådet valde att låta posten vara vakant till nästa kongress.

### Kongressen 1992
Under den första tiden i riksdagen hade det varit ett problem att stadgarna förbjöd språkrören att sitta i riksdagen. Det hade medfört att eftersom de båda språkrören tvingade avgå som språkrör när de blev invalda i riksdagen tvingades partiet välja två nya okända språkrör med följden att gruppledarna i riksdagen blev kontaktade av journalister som ville ha ett politiskt uttalande, vilket ju är språkrörens roll. Men vis av erfarenheten att om gruppledarna valde att hänvisa vidare till språkrören så kunde partiet förlora publicitet så i praktiken så hade gruppledarna övertagit mycket av språkrörens uttalande-funktion.
Därför bestämde partikongressen 1992 om en stadgeändring som möjliggjorde för språkrören att sitta i riksdagen, tillsatte en traditionell partistyrelse och gav förtroenderådet (med 28 regionala representanter) en rådgivande i stället för beslutande funktion. Till språkrör valdes Marianne Samuelsson och Birger Schlaug. Motkandidater var det sittande språkröret Jan Axelsson och det tidigare språkröret Eva Goës. Många av kongressombuden hade nu flerårig erfarenhet av förtroendeuppdrag i sina hemkommuner.

## I riksdagen igen 1994-2014

### Valet 1994
I och med riksdagsvalet 1994 blev de Gröna första parti någonsin att återkomma till riksdagen. Resultatet landade på 5,0 % och 18 riksdagsmandat, vilket var betydligt bättre än 1991, men något sämre än resultatet 1988. Partiet tog sig även återigen in i landstingen i Södermanlands län, Östergötlands län, Jönköpings län, Kalmar län, Kronobergs län, Blekinge län, Kristianstads län, Värmlands län, Västmanlands län och Örebro län. Det gjorde att representationen ökade från 12 till 22 av landets 23 landsting. Antalet kommunfullmäktigeledamöter i hela landet ökade även från 390 till 616. För första gången ingick man i den styrande majoriteten i landets huvudstad Stockholm, och Krister Skånberg utsågs till kretsloppsborgarråd.

### EU-parlamentsvalet 1995
Vid EU-parlamentsvalet 1995 gjorde partiet sitt bästa resultat i ett nationellt val någonsin. Med 17,2 % tog fyra miljöpartister plats i Europaparlamentet. Partiets grundare och tidigare språkrör Per Gahrton toppade EU-parlamentslistan och var affischnamn under valrörelsen.

### Kongressen 1998
Kongressen hölls i Västerås. En av de mer uppmärksammade frågorna var att partistyrelsen föreslog att partiet redan innan valet utesluter Moderaterna som politisk samarbetspartner. Med siffrorna 72-58 beslutade kongressen att inte ta ställning före valet till vilken regeringsbildare partiet ska stödja,  Moderaterna utses dock till den minst sannolika samarbetspartnern. Språkrören Birger Schlaug och Marianne Samuelsson återvaldes av en enig kongress.

### Valet 1998
Vid valen 1998 minskade partiet något. Man tappade två riksdagsmandat (Västernorrlands läns valkrets och Västra Götalands läns östra valkrets).

### Kongressen 1999
Vid kongressen 1999 i Kristianstad valdes Lotta Nilsson Hedström till nytt språkrör då Marianne Samuelsson avgick. Motkandidat var riksdagsledamoten Yvonne Ruwaida som framförallt stöddes av kongressombuden från Stockholmsområdet.
Vid samma kongress valdes även ny partisekreterare. Kommunalrådet från Västerås, Håkan Wåhlstedt stod mot den tidigare sammankallanden i partistyrelsen och dåvarande kanslichefen, Gunvor G Ericson från Katrineholm. En första omröstning slutade 89-89. Omröstningen gjordes då om varpå valberedningens förslag Håkan Wåhlstedt vann med två rösters marginal.

### EU-parlamentsvalet 1999
EU-parlamentsvalet 1999 innebar en besvikelse för partiet, som backade från 4 mandat till 2 mandat. Per Gahrton toppade listan även denna gång.

### Kongressen 2000
Vid kongressen år 2000 i Vadstena valdes riksdagsledamoten från Lund, Matz Hammarström, till nytt språkrör då Birger Schlaug efter sammanlagt 11 år (1985–1988 respektive 1992–2000) avgick som språkrör. Motkandidat var László Gönczi från Ljusdal.

### Kongressen 2002
Vid kongressen 2002 i Sundsvall avgick språkrören Matz Hammarström och Lotta Nilsson Hedström som en följd av partiets sviktande resultat i opinionsmätningarna. Under lång tid hade partiet då balanserat kring 4 %-spärren.
Partistyrelsens huvudförslag inför kongressen var att överge modellen med två språkrör och istället välja ett språkrör och ett vice språkrör. Valberedningen, som inte helt följde partistyrelsens linje, lade fram ett förslag med kommunalrådet i Göteborg, Claes Roxbergh, som språkrör och Åsa Domeij och Maria Wetterstrand som vice språkrör. Valberedningen la också fram ett alternativt förslag med Carl Schlyter och Maria Wetterstrand som språkrör, ifall kongressen skulle välja att behålla den dittills gällande modellen. Då kongressen närmade sig visade det sig att det fanns en stark opinion inom partiet för att behålla modellen med två språkrör. Dagen innan kongressen skulle börja drog Claes Roxbergh tillbaka sin kandidatur. Valberedningen föreslog då istället det dåvarande kommunalrådet i Kalix, Peter Eriksson, som nytt språkrör. Kongressen röstade med siffrorna 105 mot 71 för att bara ha ett språkrör, vilket inte var den tvåtredjedelsmajoritet som hade behövts för att ändra stadgarna. Således kom kongressen att utse två språkrör. Maria Wetterstrand valdes genom acklamation, medan Peter Eriksson valdes i votering mot Carl Schlyter.
Under året bildades även studentförbundet Gröna Studenter, och Karolina Algotsson (sedermera Skog) utsågs till förste sammankallande i studentförbundets centrala arbetsgrupp.

### Valet 2002
I valet 2002 tappade Miljöpartiet sitt riksdagsmandat i Jönköpings län, men vann för första gången mandat i Värmland och Norrbotten. Valresultatet slutade på 4,6 %. Man åkte dock ur landstingen i Jönköpings län, Kalmar län och Värmlands län, men vann för första gången sedan valet 1988 representation i Norrbottens läns landsting.

### 2005
Under 2005 gick riksdagsledamoten Karin Svensson Smith under uppmärksammade former över från Vänsterpartiet till Miljöpartiet de gröna. Kort därefter följde bland annat Dan Gahnström i samma riktning.
Under kongressen i Gävle 2005 reviderades partiprogrammet. Partiet tog även beslut om att föreningen Gröna Qvinnor inte skulle få bli partiets nya kvinnoförbund. Samtidigt förtydligades det att Gröna Studenter och Grön Ungdom är officiella sidoorganisationer, vilket även skrevs in i stadgarna.

### Valet 2006
Riksdagsvalet 2006 innebar att Miljöpartiet befäste sin position som storstadsparti. Resultaten var särskilt starka i Stockholms kommun (9,3 %), Göteborgs kommun (8,4 %) och i Umeå kommun (9,1 %). Men då man samtidigt backade i glesbygdskommuner landade valresultatet på en framgång på en halv procentenhet och sammanlagt två nya riksdagsmandat. Man tappade sina riksdagsmandat i valkretsarna Värmland och Norrbotten, men vann nya mandat i Göteborgs kommuns valkrets, Stockholms läns valkrets, Stockholms kommuns valkrets och Malmö kommuns valkrets.
Direkt efter valet valde riksdagsledamoten Ulf Holm att avgå som partistyrelsens sammankallande. Han ersattes på denna position av Magnus Johansson från Eskilstuna.

### Kongressen 2007
Vid kongressen i Norrköping 2007 avgick Håkan Wåhlstedt som partisekreterare. Valberedningens förslag, Agneta Börjesson från Kungsbacka, vann. Motkandidater var bland annat Angela Aylward från Göteborg, Anna Norrman från Malmö, Lars Flodin från Hallstahammar och Karin Jansson från Ljusdal.

### Medlemsomröstning om EU-medlemskapet
En motion om att ändra partiets uppfattning om EU-medlemskapet lades till kongressen 2008. Kongressen beslutade i enlighet med partistyrelsens förslag att inte behandla motionen, utan att istället avgöra frågan genom en medlemsomröstning. Därefter gick språkröret Maria Wetterstrand och sade att hon ändrat uppfattning och nu förordade medlemskap i EU. Kort därefter meddelade även det andra språkröret, Peter Eriksson, att även han bytt uppfattning. Under september 2008 genomfördes medlemsomröstningen där medlemmarna kunde rösta ja eller nej till formuleringen "ska Miljöpartiet förorda att Sverige bör lämna EU?". Med resultatet 55 % mot 45 % valde partiets medlemmar att liksom språkrören numera istället förorda att Miljöpartiets politik ska vara fortsatt EU-medlemskap.

### Medlemsomröstning om EU-parlamentslistan
De gröna lät ungefär ett halvår senare, vintern 2009, medlemmarna rösta en andra gång. Denna gång om hur listan till EU-parlamentet skulle se ut. De sju första namnen blev i enlighet med valberedningens förslag, i följande ordning: Carl Schlyter, Isabella Lövin, Bodil Ceballos, Ulf Holm, Zaida Catalán, Max Andersson och Lena Klevenås. Den mest betydande förändring som skedde mot valberedningens förslag var att veteranen och före detta EU-parlamentarikern Per Gahrton flyttades upp från föreslagna 22:a plats till åttonde plats.

### EU-parlamentsvalet 2009
Vid EU-parlamentsvalet i juni 2009 invaldes två miljöpartister, Carl Schlyter och Isabella Lövin.

### Valet 2010
Inför valet 2010 bestämde sig Socialdemokraterna, Vänsterpartiet och Miljöpartiet de gröna för att i riksdagsvalet 2010 gå till val i en gemensam allians, benämnd rödgrönt samarbete för framtiden.
Ett knappt år efter valet, på kongressen 2011 valdes Gustav Fridolin och Åsa Romson till nya språkrör för Miljöpartiet. Fridolin fick över 90% av rösterna medan Romson vann med siffrorna 200-79 mot huvudkandidaten Mikaela Valtersson.
På kongressen 2013 antogs Miljöpartiets senaste partiprogram som arbetats fram genom flera hundra möten över hela landet, och processen tog mer än två år.

### Supervalåret 2014
I Europaparlamentsvalet 2014 dubblerade Miljöpartiet sina mandat från två till fyra, Isabella Lövin, Peter Eriksson, Bodil Ceballos, Max Andersson. Miljöpartiet fick 15,41 % av rösterna vilket innebar att man blev andra största parti.
Riksdagsvalet 2014 blev en besvikelse för Miljöpartiet där man fick 6,86 % av rösterna vilket innebar en minskning från valet 2010. I vissa opinionsundersökningar innan valet hade partiet över 10 %. Trots det lägre resultatet procentuellt behöll man alla 25 mandat i riksdagen och sjönk till riksdagens fjärde största parti efter att Sverigedemokraterna gått om.

## I regering 2014-
Efter valet gick miljöpartiet för första gången in i Regeringen Löfven med socialdemokraterna, och fick 6 gröna ministrar genom Gustav Fridolin (utbildningsminister), Åsa Romson (miljöminister och vice statsminister), Per Bolund (finansmarknads- och konsumentminister), Mehmet Kaplan (bostads- och digitaliseringsminister), Isabella Lövin (biståndsminister) och Alice Bah Kunke (Kultur-, samfunds-, och demokratiminister). Efter valet satt miljöpartiet med och styrde i 16 landsting/regioner och i 129 kommuner. 
Under första året i regering var miljöpartiet tvungna att överge flera hjärtefrågor, bland annat byggandet av Förbifart Stockholm, kolkraften i Tyskland  och öppna gränser.  Partiet förlorade många medlemmar under de två första åren i regering. Under våren 2016 anklagades miljöpartiet för att ha blivit infiltrerar av islamister, bland annat eftersom Memet Kaplan ätit middag med organisationen Grå Vargarna och företrädaren Yasri Khan som vägrade ta en kvinnlig reporter från TV4 i hand.. 
Under våren 2016 avgick Åsa Romson och Memet Kaplan som ministrar och istället blev Karolina Skog miljöminister och Peter Eriksson bostads- och digitaliseringsminister. Isabella Lövin fick utökade uppgifter som minister och fick titeln: Minister för internationellt utvecklingssamarbete och klimat samt vice statsminister. I samband med detta blev också Lövin nytt kvinnligt språkrör medan Fridolin satt kvar som manligt språkrör. 
Samtidigt som en del kriser drabbat miljöpartiet har partiet även haft en del framgångar i budgetförhandlingarna med socialdemokraterna. Höstbudgeten 2016 hade exempelvis en historiskt stor satsning på klimat och miljö med omkring 13 miljarder.

## Historiska fakta

### Kongresser och partibildande möten

#### Partibildande möten
| 1980 | 30 september    | Nacka        | Upptaktsmöte hos Per Gahrton                                                      |
| 1980 | 25 oktober      | Solna kommun | Möte för bildande av ”Stiftelsen Aktionsgruppen för ett Framtids- och Miljöparti” |
| 1981 | 19–20 september | Örebro       | Partibildande möte                                                                |
| 1981 | 5–6 december    | Uppsala      | Partibildande möte                                                                |

#### Kongresser
| 1982 | 9–12 april     | Sundsvall    | Första ordinarie kongress                                                                 |
| 1982 | 30–31 oktober  | Malmö        | Extrakongress med anledning av valresultatet                                              |
| 1983 | 21–23 maj      | Göteborg     |                                                                                           |
| 1984 | 31 maj–3 juni  | Jakobsberg   | Senare på hösten utses första språkrören av förtroenderådet - de väljs inte på kongressen |
| 1985 | 4–6 januari    | Lund         | Extrakongress, ”de gröna” lades till partiets namn                                        |
| 1985 | 5–8 april      | Växjö        | Partiets första ekonomiska program antas, utbrytare bildar Ekologiska partiet             |
| 1986 | 1–3 maj        | Mölndal      |                                                                                           |
| 1987 | 28–30 maj      | Karlskoga    |                                                                                           |
| 1988 | 1–4 april      | Uppsala      |                                                                                           |
| 1989 | 13–15 maj      | Falun        |                                                                                           |
| 1990 | 11–16 juni     | Jönköping    |                                                                                           |
| 1991 | 9–12 maj       | Östersund    |                                                                                           |
| 1992 | 17–20 april    | Trollhättan  | Första partistyrelsen väljs                                                               |
| 1993 | 20–23 maj      | Hudiksvall   | Det första partiprogrammet behandlades                                                    |
| 1993 | 5–7 november   | Södertälje   | Extrakongress för att anta hela partiprogrammet                                           |
| 1994 | 21–23 maj      | Järna        |                                                                                           |
| 1995 | 25–28 maj      | Alingsås     |                                                                                           |
| 1996 | 16–18 maj      | Umeå         |                                                                                           |
| 1997 | 7–11 juni      | Arvika       | Partiprogramsrevidering                                                                   |
| 1998 | 21–23 maj      | Västerås     |                                                                                           |
| 1999 | 6–7 februari   | Eskilstuna   | Extrakongress inför EU-parlamentsvalet                                                    |
| 1999 | 13–15 maj      | Kristianstad |                                                                                           |
| 2000 | 1–4 juni       | Vadstena     |                                                                                           |
| 2001 | 24–27 maj      | Luleå        | Partiprogramsrevidering                                                                   |
| 2002 | 9–12 maj       | Sundsvall    |                                                                                           |
| 2003 | 29 maj–1 juni  | Växjö        |                                                                                           |
| 2004 | 14–15 februari | Eskilstuna   | Extrakongress inför EU-parlamentsvalet                                                    |
| 2004 | 20–23 maj      | Ronneby      |                                                                                           |
| 2005 | 5–8 maj        | Gävle        | Partiprogramsrevidering                                                                   |
| 2006 | 25–28 maj      | Borås        | Valkongress                                                                               |
| 2007 | 17–20 maj      | Norrköping   |                                                                                           |
| 2008 | 23–25 maj      | Östersund    |                                                                                           |
| 2008 | 16–17 oktober  | Göteborg     | Extrakongress inför EU-parlamentsvalet                                                    |
| 2009 | 15–17 maj      | Skövde       |                                                                                           |
| 2010 | 14–16 maj      | Uppsala      |                                                                                           |
| 2011 | 20–22 maj      | Karlstad     |                                                                                           |
| 2012 | 25–27 maj      | Umeå         |                                                                                           |
| 2013 | 24–26 maj      | Västerås     | Partiprogramsrevidering                                                                   |
| 2014 | 30 maj–1 juni  | Göteborg     |                                                                                           |
| 2015 | 12–14 juni     | Örebro       |                                                                                           |
| 2016 | 13–15 maj      | Karlstad     |                                                                                           |
| 2017 | 26–28 maj      | Linköping    |                                                                                           |
| 2018 | 25–27 maj      | Västerås     |                                                                                           |
| 2019 | 3–5 maj        | Örebro       |                                                                                           |
| 2020 | 29–31 maj      | Karlstad     |                                                                                           |

### Språkrörshistorik
| Period    | Man                                                | Kvinna                                             |
| --------- | -------------------------------------------------- | -------------------------------------------------- |
| 1981–1984 | Alternerande sammankallande i politiska utskottet. | Alternerande sammankallande i politiska utskottet. |
| 1984–1985 | Per Gahrton                                        | Ragnhild Pohanka                                   |
| 1985–1986 | Birger Schlaug                                     | Ragnhild Pohanka                                   |
| 1986–1988 | Birger Schlaug                                     | Eva Goës                                           |
| 1988–1990 | Anders Nordin                                      | Fiona Björling                                     |
| 1990–1991 | Jan Axelsson                                       | Margareta Gisselberg                               |
| 1991–1992 | Jan Axelsson                                       | Vakant                                             |
| 1992–1999 | Birger Schlaug                                     | Marianne Samuelsson                                |
| 1999–2000 | Birger Schlaug                                     | Lotta Nilsson Hedström                             |
| 2000–2002 | Matz Hammarström                                   | Lotta Nilsson Hedström                             |
| 2002–2011 | Peter Eriksson                                     | Maria Wetterstrand                                 |
| 2011–2016 | Gustav Fridolin                                    | Åsa Romson                                         |
| 2016–2019 | Gustav Fridolin                                    | Isabella Lövin                                     |
| 2019-2021 | Per Bolund                                         | Isabella Lövin                                     |
| 2021-     | Per Bolund                                         | Märta Stenevi                                      |

#### Grafisk tidsaxel
- Birger Schlaug och Eva Goës blev tvungna att lämna sina poster vid riksdagsinträdet på grund av då gällande stadgar, Anders Nordin och Fiona Björling tillsattes på ett förtroenderådsmöte i oktober.
- Margareta Gisselberg avgick direkt efter riksdagsvalet, men förtroenderådet valde att låta posten vara vakant till nästa kongress.
- Åsa Romson lämnar sin post då partiet hade visat henne försvagat förtroende.

### Partisekreterare
- ?–1984 Christer von Malmborg
- 1985–? Kjell Dahlström (osäkert[enligt vem?] om han satt hela tiden 1985-1999)
- 1996–1999 Kjell Dahlström
- 1999–2007 Håkan Wåhlstedt
- 2007–2011 Agneta Börjesson
- 2011–2016 Anders Wallner
- 2016– Amanda Lind

### Gruppledare i riksdagen
- 1988–1991 Inger Schörling och Claes Roxbergh
- 1994–1998 Per Lager och Marianne Samuelsson
- 1998–2002 Per Lager och Marianne Samuelsson
- 2002–2006 Helena Hillar Rosenqvist och Mikael Johansson
- 2006–2008 Mikaela Valtersson och Mikael Johansson
- 2008–2010 Mikaela Valtersson och Ulf Holm
- 2010–2011 Mikaela Valtersson och Mehmet Kaplan
- 2011–2014 Mehmet Kaplan och Gunvor G Ericson
- 2014–     Maria Ferm och Jonas Eriksson

### Valresultat

#### Riksdagen
(källa SCB)
|      | Valresultat | Antal riksdagsmandat |
| 1982 | 1,65 %      | 0                    |
| 1985 | 1,50 %      | 0                    |
| 1988 | 5,53 %      | 20                   |
| 1991 | 3,38 %      | 0                    |
| 1994 | 5,02 %      | 18                   |
| 1998 | 4,50 %      | 16                   |
| 2002 | 4,60 %      | 17                   |
| 2006 | 5,20 %      | 19                   |
| 2010 | 7,34 %      | 25                   |
| 2014 | 6,89 %      | 25                   |

#### Europaparlamentet
(källa Valmyndigheten)
| 1995 | 17,2 %  | 4 mandat | Per Gahrton, Inger Schörling, Ulf Holm, MaLou Lindholm                                  |
| 1999 | 9,5 %   | 2 mandat | Per Gahrton, Inger Schörling                                                            |
| 2004 | 5,96 %  | 1 mandat | Carl Schlyter                                                                           |
| 2009 | 11,02 % | 2 mandat | Carl Schlyter, Isabella Lövin                                                           |
| 2014 | 15,41 % | 4 mandat | Isabella Lövin (personvald), Peter Eriksson (personvald), Bodil Ceballos, Max Andersson |
| 2019 | 11,52 % | 3 mandat | Alice Bah Kuhnke (personvald), Pär Holmgren (personvald), Jakop Dalunde                 |